# Pukkisaari (ö i Norra Savolax, Inre Savolax, lat 62,67, long 26,95)
Pukkisaari är en ö i Finland. Den ligger i sjön Koskelovesi och Miekkavesi och i kommunen Suonenjoki i den ekonomiska regionen  Inre Savolax ekonomiska region  och landskapet Norra Savolax, i den centrala delen av landet, 300 km norr om huvudstaden Helsingfors. Öns area är 2,4 hektar och dess största längd är 280 meter i nord-sydlig riktning.